# Torony
Torony is een plaats (község) en gemeente in het Hongaarse comitaat Vas. Torony telt 1611 inwoners (2001).